# Бланка Французская (герцогиня Австрии)
Бланка Французская (Бланш; фр. Blanche, нем. Blanca, 1278 — 1 марта 1305) — французская принцесса, в замужестве — герцогиня Австрии и Штирии, первая супруга Рудольфа I, старшего сына короля Германии Альбрехта I.

## Биография

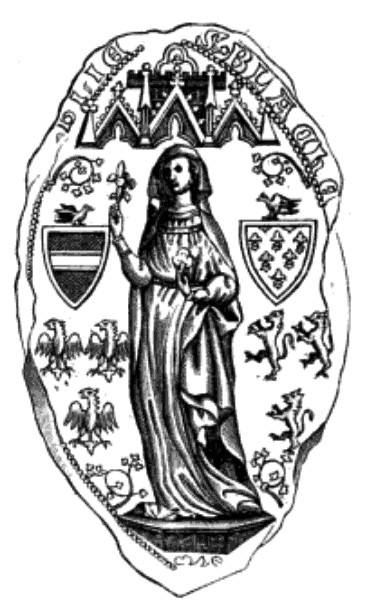
Печать Бланки Французской.

Бланка родилась в Париже. Она была вторым ребёнком короля Франции Филиппа III и его второй жены Марии Брабантской.

### Помолвки
Бланка была помолвлена четыре раза до состоявшегося брака. Её первая помолвка была с Жаном I, маркизом Намюрским, в сентябре 1290 года. Её вторая помолвка состоялась 31 июля 1291 года с Эдуардом, принцем Уэльским, но вместо этого он женился на племяннице Бланки Изабелле.
Её третья помолвка состоялась в 1293 году — с отцом принца Уэльского, королём Англии Эдуардом I, который овдовел за три года до этого. Эдуард разорвал помолвку своего сына с Бланкой, прослышав о её красоте, и послал эмиссаров, чтобы договориться о предполагаемом союзе с королём Франции Филиппом IV. Филипп согласился отдать Бланку Эдуарду на следующих условиях: между двумя странами будет заключено перемирие, и Эдуард уступит провинцию Гасконь Франции.
Эдуард согласился и послал своего брата Эдмунда Горбатого, графа Ланкастера, забрать новую невесту, но Ланкастер обнаружил, что Бланка уже обручена с другим. Вместо этого Филипп предложил Эдуарду её младшую сестру Маргариту, которой в то время было всего одиннадцать лет. Эдуард отказался от руки Маргариты и вместо этого объявил войну Франции. Пять лет спустя Эдуард и Филипп заключили перемирие, согласно которому Эдуард женился на Маргарите (которой тогда было уже 16 лет) и получил Гиень, и 15 тысяч фунтов стерлингов в качестве приданого невесты.
Её четвертая помолвка в 1296 году была с Жаном, сыном Жана II, графа Голландии.

### Брак
Поскольку король Германии Альбрехт I стремился установить династические отношения с французским королевским домом, он начал переговоры с парижским двором около 1295 года. Бланка вышла замуж за Рудольфа 25 мая 1300 года; однако до Рождества она не прибыла в Вену. Австрийский двор был в восхищении её богатым приданым, но также отметил её вкус к роскоши и пышности. Герцогиня сопровождала своего мужа в путешествии по Штирии, где она оказывала поддержку притязаниям Габсбургов.
Бланка родила Рудольфу мертворождённую дочь в 1304 году и сына, который прожил меньше двух лет — вероятно, его отравили в марте 1306 года. Она умерла 1 марта 1305 года (возможно от осложнений после выкидыша).
С 1784 года Бланка похоронена в Миноритенкирхе в Вене. После её смерти Рудольф во второй раз женился на польской принцессе Эльжбете Рыксе.